# Cucal cellablanc
El cucal cellablanc (Centropus superciliosus) és una espècie d'ocell de la família dels cucúlids (Cuculidae) que habita els matolls des del sud d'Aràbia i Socotra cap al sud, a través d'Àfrica oriental fins a Tanzània i Zàmbia, i des d'aquí cap a l'oest fins a Angola.